# آنا پاستور
آنا پاستور گارسیا (زادهٔ ۹ دسامبر ۱۹۷۷ در مادرید اسپانیا) یک روزنامه‌نگار و مجری اخبار اسپانیایی است.
آنا دارای مدرک روزنامه‌نگاری از دانشگاه سن پابلو است و برای رادیو ملی اسپانیا و افه کار می‌کند.
او در روز ۲۴ اسفند ۱۳۸۹ در تهران با محمود احمدی‌نژاد مصاحبه‌ای انجام داد. افتادن غیرعمدی روسری روی شانه‌اش انعکاس وسیعی در وبگاه‌ها، خصوصاً توئیتر داشت.

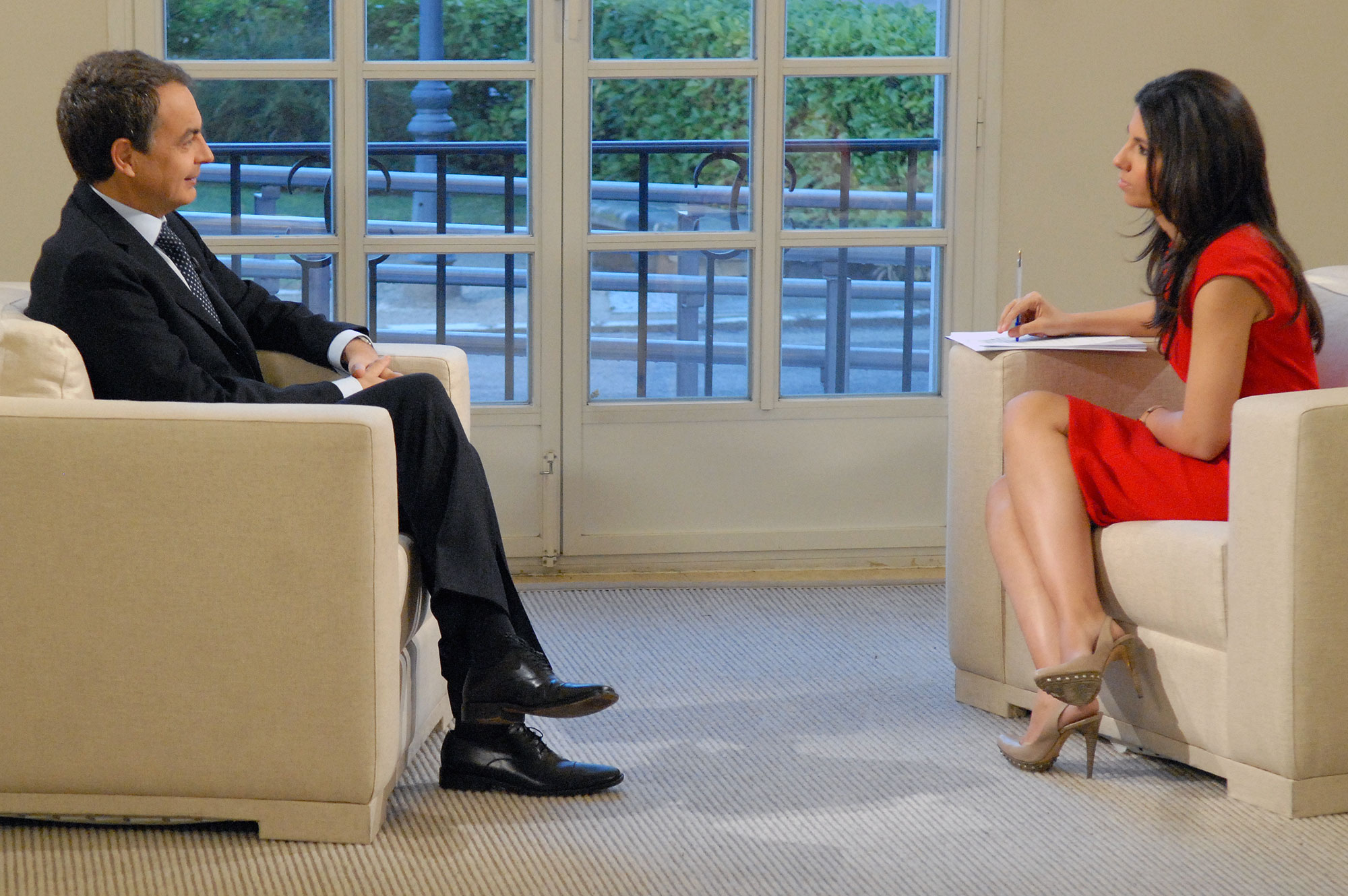
مصاحبه با خوزه لوئیز رودریگز ساپاترو در ژانویه ۲۰۱۱

## زندگی‌نامه
آنا پاستور دارای مدرک روزنامه‌نگاری از دانشگاه سن پابلو می‌باشد و حرفه روزنامه‌نگاری را از مطبوعات نوشتاری به مجری‌گری در تلویزیون و رادیو توسعه داد. او در رادیو و تلویزیون عمومی اسپانیا، کادنا، افه و کادنا سر نیز کار کرده‌است.

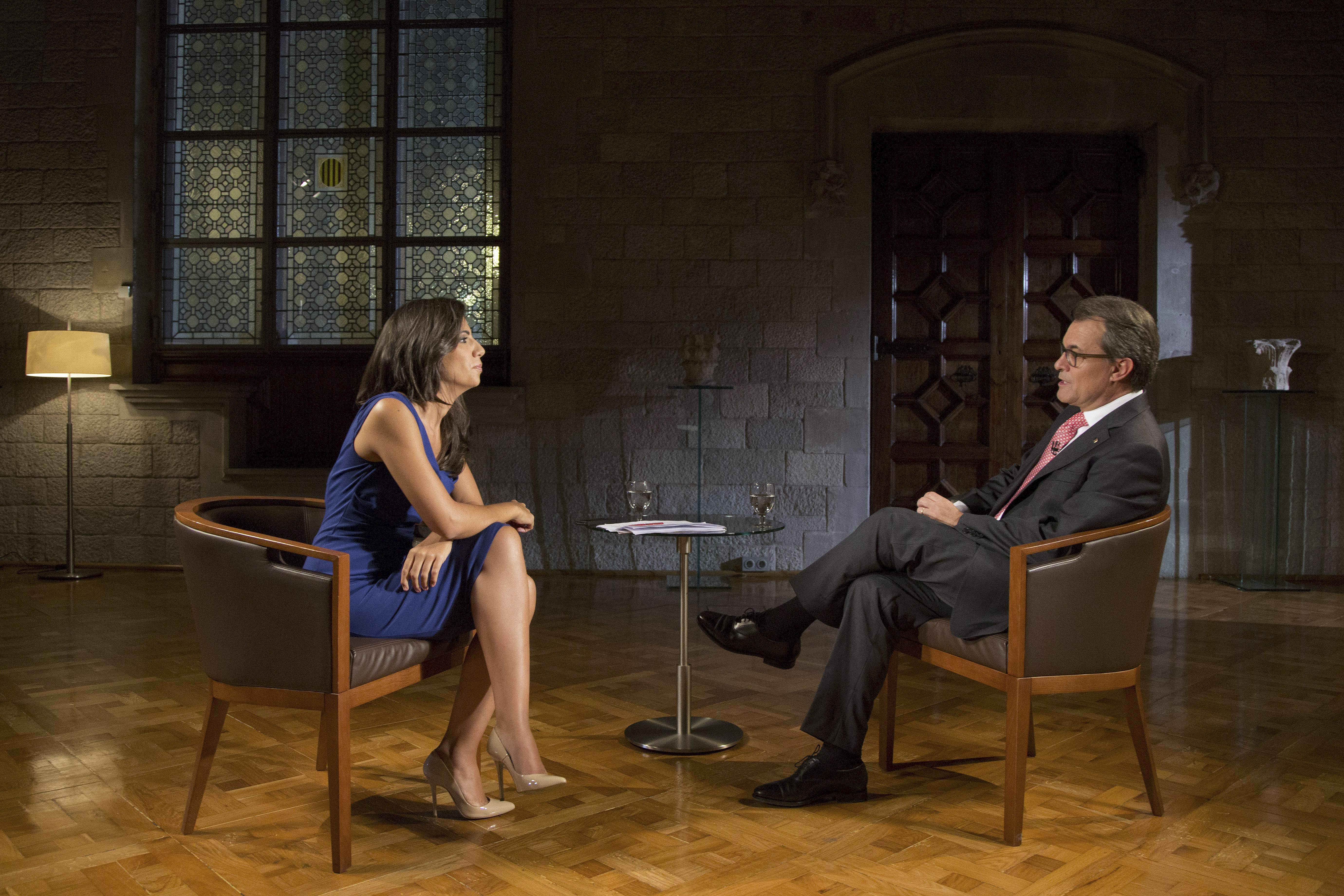
مصاحبه آنا پاستور با آرتور ماز در ۲۰۱۴.